# Баскетболистка года конференции Mountain West
Баскетболистка года конференции Mountain West (англ. Mountain West Conference Women's Basketball Player of the Year) — это ежегодная баскетбольная награда, вручаемая по результатам голосования лучшей баскетболистке среди студенток конференции Mountain West (MWC), входящей в 1-й дивизион NCAA. Голосование проводится среди главных тренеров команд, входящих в эту конференцию (на настоящий момент их одиннадцать), к тому же свои голоса тренеры подают после завершения регулярного чемпионата, но перед стартом турнира навылет, то есть в начале марта, причём они не могут голосовать за своих собственных игроков. Эта награда была учреждена и впервые вручена Линде Фрёлих из Невадского университета в Лас-Вегасе в сезоне 1999/00 годов.
Конференция официально начала свою деятельность в июле 1999 года, тогда в неё входило восемь команд. В 2005 году в конференцию была включена команда Техасского христианского университета, однако в 2012 году она была переведена в конференцию Big 12. С 2011 по 2013 годы к конференции присоединились пять команд, но одновременно покинули две команды, после чего в ней осталось одиннадцать команд.
Лишь четыре игрока: Линда Фрёлих, Ким Смит, Эллен Нюстрём и Дези-Рей Янг получали этот приз несколько раз, причём Фрёлих выигрывала его трижды, а Смит — все четыре. Помимо этого только та же Смит становилась лауреатом премии, будучи первокурсницей. Пять раз обладателями данной награды становились сразу два игрока (2001, 2005, 2006, 2007 и 2015). Чаще других победителями в этой номинации становились баскетболистки университета Юты (8 раз), Невадского университета в Лас-Вегасе (5 раз) и университета штата Колорадо (4 раза).

## Легенда
|                 | Сообладатели награды |
| *               | Становились лауреатами Приза имени Джеймса Нейсмита (1983—), Приза имени Джона Вудена (2004—) или Приза имени Маргарет Уэйд (1978—) |
| Игрок (X)       | Количество титулов баскетболисток                                                                                                   |
| Университет (X) | Количество титулов университетов |

## Победители
| Сезон   | Игрок                 | Фото | Университет                                  | Позиция            | Год обучения | Примечания |
| ------- | --------------------- | ---- | -------------------------------------------- | ------------------ | ------------ | ---------- |
| 1999/00 | Линда Фрёлих          |      | Невадский университет в Лас-Вегасе           | Форвард            | Второй       |            |
| 2000/01 | Эми Юэрт              |      | Университет Юты                              | Защитник / Форвард | Четвёртый    |            |
| 2000/01 | Линда Фрёлих (2)      |      | Невадский университет в Лас-Вегасе (2)       | Форвард            | Третий       |            |
| 2001/02 | Линда Фрёлих (3)      |      | Невадский университет в Лас-Вегасе (3)       | Форвард            | Четвёртый    |            |
| 2002/03 | Ким Смит              |      | Университет Юты (2)                          | Форвард            | Первый       |            |
| 2003/04 | Ким Смит (2)          |      | Университет Юты (3)                          | Форвард            | Второй       |            |
| 2004/05 | Ким Смит (3)          |      | Университет Юты (4)                          | Форвард            | Третий       |            |
| 2004/05 | Шона Торбёрн          |      | Университет Юты (5)                          | Защитник           | Третий       |            |
| 2005/06 | Амброзия Андерсон     |      | Университет Бригама Янга                     | Форвард            | Четвёртый    |            |
| 2005/06 | Ким Смит (4)          |      | Университет Юты (6)                          | Форвард            | Четвёртый    |            |
| 2006/07 | Дэни Кубик-Райт       |      | Университет Бригама Янга (2)                 | Центровая          | Четвёртый    |            |
| 2006/07 | Эдриэнн Росс          |      | Техасский христианский университет           | Защитник           | Третий       |            |
| 2007/08 | Лейлани Митчелл       |      | Университет Юты (7)                          | Защитник           | Четвёртый    |            |
| 2008/09 | Морган Уорбертон      |      | Университет Юты (8)                          | Защитник           | Четвёртый    |            |
| 2009/10 | Хелена Сверрисдоуттир |      | Техасский христианский университет (2)       | Защитник / Форвард | Третий       | [ 1 ]      |
| 2010/11 | Обри Вандайвер        |      | Университет Вайоминга                        | Защитник           | Четвёртый    | [ 2 ]      |
| 2011/12 | Кортни Клементс       |      | Университет штата Калифорния в Сан-Диего     | Защитник           | Третий       | [ 3 ]      |
| 2012/13 | Челси Хопкинс         |      | Университет штата Калифорния в Сан-Диего (2) | Защитник           | Четвёртый    | [ 4 ]      |
| 2013/14 | Дженнифер Шотт        |      | Университет штата Юта                        | Защитник           | Четвёртый    | [ 5 ]      |
| 2014/15 | Гритт Райдер          |      | Университет штата Колорадо                   | Защитник           | Четвёртый    | [ 6 ]      |
| 2014/15 | Алекс Шиди            |      | Университет штата Калифорния во Фресно       | Форвард            | Четвёртый    | [ 6 ]      |
| 2015/16 | Эллен Нюстрём         |      | Университет штата Колорадо (2)               | Защитник           | Третий       | [ 7 ]      |
| 2016/17 | Эллен Нюстрём (2)     |      | Университет штата Колорадо (3)               | Защитник           | Четвёртый    | [ 8 ]      |
| 2017/18 | Лив Робертс           |      | Университет Вайоминга (2)                    | Защитник           | Четвёртый    | [ 9 ]      |
| 2018/19 | Джейса Нанн           |      | Университет Нью-Мексико                      | Центровая          | Четвёртый    | [ 10 ]     |
| 2019/20 | Мэдди Ютти            |      | Университет штата Калифорния во Фресно (2)   | Форвард            | Третий       | [ 11 ]     |
| 2020/21 | Хейли Кавиндер        |      | Университет штата Калифорния во Фресно (3)   | Защитник           | Второй       | [ 12 ]     |
| 2021/22 | Дези-Рей Янг          |      | Невадский университет в Лас-Вегасе (4)       | Центровая          | Второй       | [ 13 ]     |
| 2022/23 | Маккенна Хофшильд     |      | Университет штата Колорадо (4)               | Защитник           | Четвёртый    | [ 14 ]     |
| 2023/24 | Дези-Рей Янг (2)      |      | Невадский университет в Лас-Вегасе (5)       | Центровая          | Четвёртый    | [ 15 ]     |
| 2024/25 | Эллисон Фертиг        |      | Университет Вайоминга (3)                    | Центровая          | Четвёртый    | [ 16 ]     |